# Echthromorpha ashmeadi
Echthromorpha ashmeadi là một loài tò vò trong họ Ichneumonidae.